# Phlegra pusilla
Phlegra pusilla là một loài nhện trong họ Salticidae.
Loài này thuộc chi Phlegra. Phlegra pusilla được Wanda Wesołowska & Antonius van Harten miêu tả năm 1994.